# MSMB
MSMB (англ. Microseminoprotein beta) – білок, який кодується однойменним геном, розташованим у людей на короткому плечі 10-ї хромосоми. Довжина поліпептидного ланцюга білка становить 114 амінокислот, а молекулярна маса — 12 865.
| 10         |  | 20         |  | 30         |  | 40         |  | 50         |
| ---------- |  | ---------- |  | ---------- |  | ---------- |  | ---------- |
| MNVLLGSVVI |  | FATFVTLCNA |  | SCYFIPNEGV |  | PGDSTRKCMD |  | LKGNKHPINS |
| EWQTDNCETC |  | TCYETEISCC |  | TLVSTPVGYD |  | KDNCQRIFKK |  | EDCKYIVVEK |
| KDPKKTCSVS |  | EWII       |  |            |  |            |  |            |

A: Аланін

C: Цистеїн

D: Аспарагінова кислота

E: Глутамінова кислота

F: Фенілаланін

G: Гліцин

H: Гістидин

I: Ізолейцин

K: Лізин

L: Лейцин

M: Метіонін

N: Аспарагін

P: Пролін

Q: Глутамін

R: Аргінін

S: Серин

T: Треонін

V: Валін

W: Триптофан

Задіяний у такому біологічному процесі, як альтернативний сплайсинг. 
Секретований назовні.